# Nova Ljeskovica
Nova Ljeskovica je naselje u Republici Hrvatskoj u Požeško-slavonskoj županiji, u sastavu općine Čaglin.

## Zemljopis
Nova Ljeskovica je smještena oko 5 km sjeverno od Čaglina, susjedna sela su Stara Ljeskovica na sjeveru i Jurkovac na jugozapadu.
Selo se prije zvalo Irenovac.

## Stanovništvo
Prema popisu stanovništva iz 2001. godine Nova Ljeskovica je imala 668 stanovnika, dok je prema popis stanovništva iz 1991. godine imala 575 stanovnika.
| broj stanovnika |       |       |       |       | 388   | 478   | 665   | 695   | 342   | 511   | 549   | 496   | 512   | 575   | 668   | 486   | 425   |
|                 | 1857. | 1869. | 1880. | 1890. | 1900. | 1910. | 1921. | 1931. | 1948. | 1953. | 1961. | 1971. | 1981. | 1991. | 2001. | 2011. | 2021. |

### Članci
- Milovančev, Nikola. 2019. Milan Žugelj i Andrija Hebrang u dokumentima beogradskog Gestapa i UDBE. Zbornik Janković. Ogranak Matice hrvatske u Daruvaru. Daruvar. 4 (4): 307–354